# Nabaztag

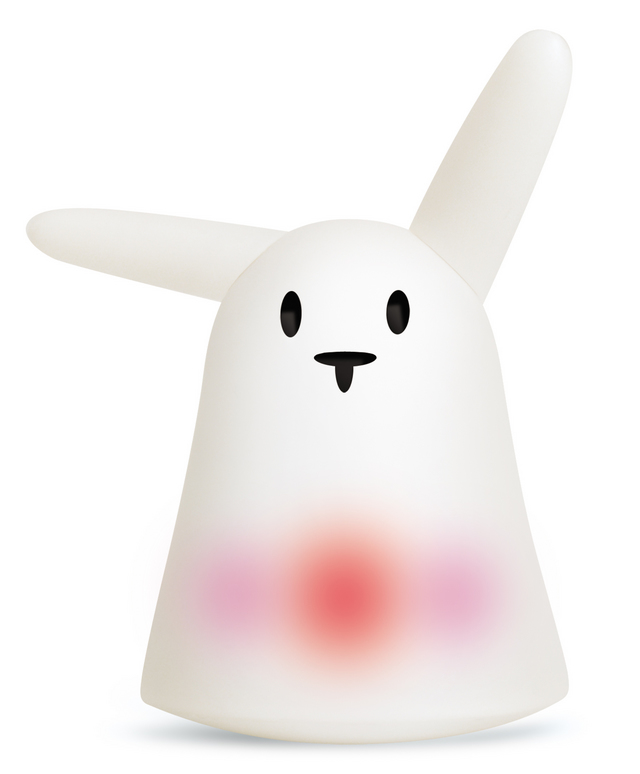
Un Nabaztag.

Le Nabaztag est un objet communicant en forme de « lièvre » (« nabaztag », « նապաստակ », est un mot arménien qui peut être traduit par « lièvre ») mais appelé lapin. Imaginé et créé par Rafi Haladjian et Olivier Mevel, il est lancé en juin 2005 puis sort en 2006 dans sa version avancée : le Nabaztag:tag. Il est l’ancêtre des objets connectés et de l’Internet des objets, et le précurseur des haut-parleurs intelligents comme Alexa ou Google Home.
Il est à l'origine produit par la société française Violet, entreprise acquise par l'éditeur de jeux vidéo Mindscape en octobre 2009, puis reprise par Aldebaran Robotics en octobre 2011 avant de faire faillite en 2015.

## Caractéristiques techniques
Le Nabaztag émet des messages vocaux ou lumineux et peut également remuer les oreilles.

### Nabaztag
- Il mesure 23 cm de hauteur (16 cm sans les oreilles).
- Il pèse 418 g.
- Il se connecte à internet par Wi-Fi 802.11b/g.
- Il consomme approximativement 7 watts en activité (lumières, haut-parleur et oreilles).
- De nombreuses applications permettent de contrôler son Nabaztag sur les smartphones.

Pour diffuser des informations, il doit être connecté au Wi-Fi. Il est alors capable de lire à voix haute les courriers électroniques, de diffuser des informations, de la musique ou d'émettre des signaux visuels.
Selon les préférences de l'utilisateur, il donne ainsi les titres des actualités via des flux RSS, la météo, la bourse, la qualité de l'air, le trafic routier du périphérique de Paris, l'arrivée de courriels, etc.

### Nabaztag:tag

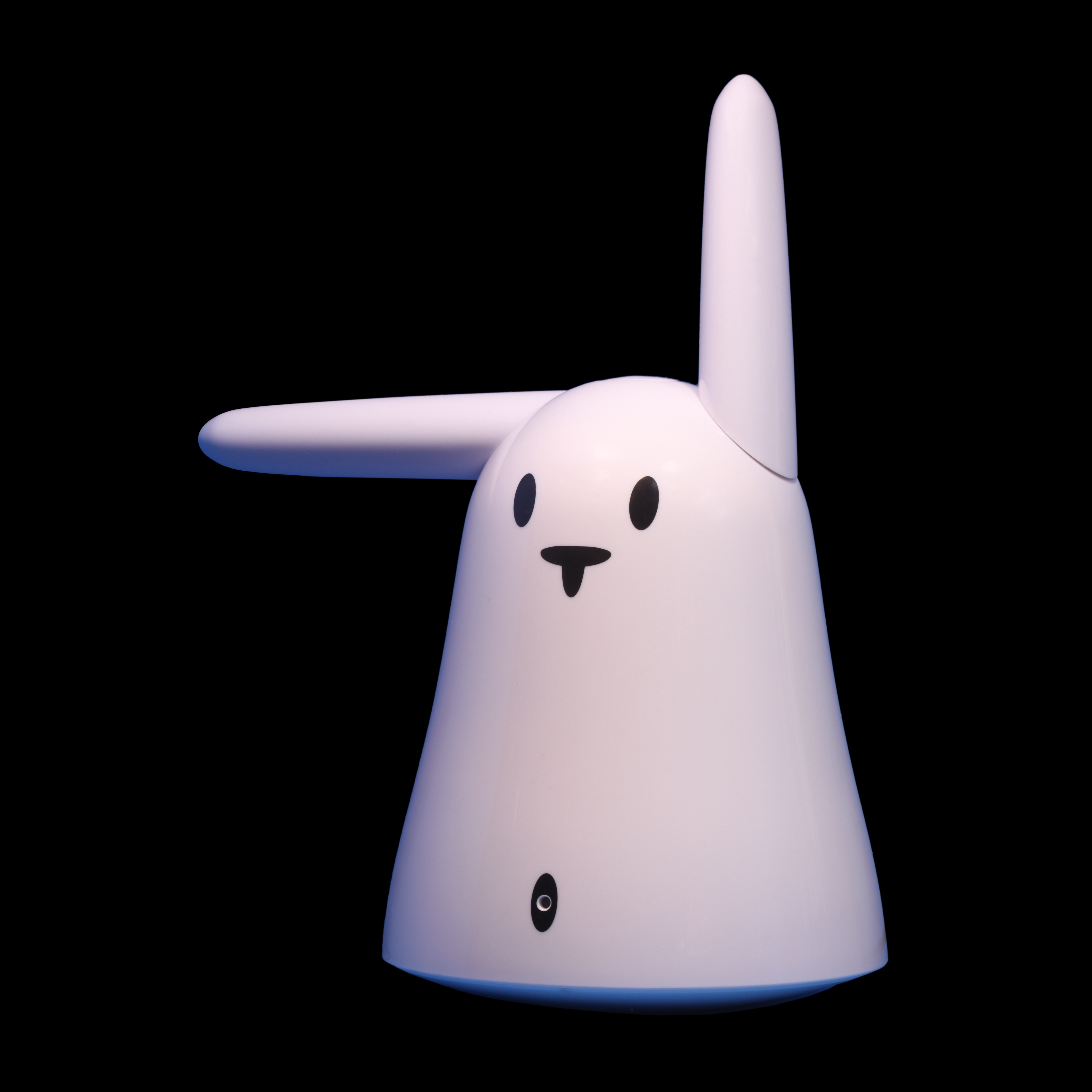
Nabaztag:tag, reconnaissable à son « nombril ».

Reconnaissable à son « nombril » - un micro - cette version sortie en novembre 2006 intègre la reconnaissance vocale et permet ainsi de détecter les bruits ambiants et de diffuser des messages vocaux. Ce modèle supporte le chiffrement WPA en plus du WEP et il est aussi capable de reconnaître des radio-étiquettes (ou RFID) présentes entre autres dans les objets connexes.
Certains livres pour enfants munis d'une radio-étiquette RFID identifiable par le Nabaztag:tag peuvent être lus par ce modèle. En novembre 2007, Violet a lancé avec Gallimard Jeunesse un premier livre muni d'une radio-étiquette lisible par un Nabaztag:tag, La Belle Lisse Poire du Prince de Motordu. Violet a signé en 2008 des contrats similaires avec Nathan (édition) et l'éditeur britannique Penguin Books avec certains livres de Ladybird Books.
Son hardware est plus puissant que celui du Nabaztag, avec un ARM à 6 Mips, 128 Ko de ROM pour le programme et 1 Mo de RAM. Il n'y a pas de mémoire flash. La carte wifi est de type SoftMac.

## Objets connexes
Le Nabaztag:tag fonctionne en association avec des objets auxquels on associe une certaine action, via des radio-étiquettes et un lecteur RFID :
- Nano:ztag, en forme de mini Nabaztags diversement colorés
- Ztamp:s, des sortes de timbres colorés autocollants.

Il suffit de les passer devant le « nez » du lapin pour déclencher l'action préalablement téléchargée sur le site.

### Nano:ztag
Comme le Nabaztag, le Nano:ztag est en forme de lapin et embarque un timbre RFID appelé « Ztamp:s ». Collé sur un objet ordinaire, il permet d'associer l'objet en question à une certaine action via un lecteur RFID ; les lecteurs peuvent être le Nabaztag (Karotz dans la  version suivante) ou le Mir:ror.

### Mir:ror
Mir:ror est un lecteur de puces RFID lancé par la Violet en janvier 2007. Son exploitation commerciale a débuté en septembre 2008.
Il est en forme de soucoupe, d'un diamètre de 10 centimètres, d'une épaisseur de 1,4 centimètre et d'un poids de 900 grammes. Connecté à un ordinateur via un port USB, il est capable de lancer des applications multimédia quand il détecte un objet muni d'une puce RFID. Il faut pour cela avoir préalablement programmé la puce RFID via le site web de Violet et avoir installé le logiciel Mirware, fourni.
Le Mir:ror peut détecter jusqu'à quatre puces RFID simultanément à une distance de quelques centimètres. Il peut être passé en veille en le retournant. Il permet ainsi d'associer des contenus audiovisuels ou des applications interactives à des objets quotidiens, ce qui participe à l'Internet des objets,.

## Récompenses
- Mir:ror a été officiellement présenté à l'IFA à Berlin en septembre 2008[15].
- Mir:ror a reçu une des Étoiles de l'Observeur du design 2009[11]. Il a été conçu par Sylvie Peyricot Chanchus.

## Karotz
Karotz reprend les principes du Nabaztag et a hérité de son design général. Il se démarque par la présence d'un port USB pour lire des fichiers musicaux, d'un port mini-USB pour faciliter son installation sur le réseau Internet et d'une webcam dans le nombril.
Karotz a été officiellement lancé le 1er avril 2011.

### Le kit tagtagtag
En 2019 un projet Ulule propose un kit composé d'une carte, nommée tagtagtag accueillant un Raspberry Pi zero, et piloté par Pynab, un projet Opensource. Cette carte s'adapte au Nabaztag et au Nabaztag:tag et les rend totalement autonomes. Les principaux services (météo, qualité de l'air, humeurs, horloge, RFID, reconnaissance vocale) ont été redéveloppés.
En 2021, un nouveau projet sur Ulule est lancé. Il reprend les périmètres du projet initial, en ajoutant la possibilité de commander une carte NFC permettant de lire les étiquettes Ztamp:s.

## Historique
- Nabaztag est créé par la société Violet qui en confie la conception graphique à l'agence In Process. Cette dernière reçoit pour ce travail le Grand Prix Stratégies de la catégorie Innovation et développement[20].
- Les premières versions du Nabaztag sont développées par l'école d'ingénieurs ESME-Sudria à Ivry-sur-Seine[21].
- En août 2006, Violet indique son souhait de lancer le produit aux États-Unis. Après quelques minutes d’interview sur la chaîne de télévision américaine CNN, la société aurait reçu sur son site internet plusieurs centaines de milliers de demandes de renseignements concernant le lapin[22]. En décembre 2009, les jours suivant Noël ont été marqués par une panne des serveurs de Violet chargés de gérer les Nabaztag, ce qui rendit le produit non fonctionnel durant ce laps de temps. Le lapin communicant aurait été victime de son succès[23].
- En juin 2007, les services ont été rendus disponibles en allemand, italien et espagnol. Les messages sont également lus en seize langues : anglais (États-Unis), anglais (Grande-Bretagne), espagnol, allemand, français, italien, portugais, danois, néerlandais, finnois, islandais, suédois, norvégien, turc et polonais.
- Le 21 octobre 2009, la société Violet, placée en liquidation judiciaire, a été rachetée par Mindscape qui a repris la totalité des actifs et la technologie Nabaztag pour 350 000 €[24].
- Le 23 juin 2011, la société Mindscape annonce sa mise sous procédure de redressement judiciaire[25]. La société déclare ne plus supporter les coûts des réparations au niveau des serveurs et des services Nabaztag, et arrêtera les serveurs à la fin du mois de juillet pour se concentrer sur l’activité autour des nouveaux produits communicants, tels que Karotz. Elle met en place une offre spéciale pour ceux qui possèdent un Nabaztag, en leur proposant d’acquérir un Karotz à un tarif préférentiel. En contrepartie Mindscape libère les sources de Nabaztag, la communauté étant ainsi libre de construire ses propres serveurs ou de relancer le développement[26].
- Le 6 octobre 2011, Bruno Maisonnier, CEO d'Aldebaran Robotics, annonce la reprise de l'activité Nabaztag/Karotz par sa société.
- Le 24 décembre 2011, le site nabaztag.com est rouvert. Quelques jours plus tôt des courriers électroniques avaient été envoyés aux utilisateurs de Nabaztag.
- Depuis 2012, des solutions alternatives ont été développées par une poignée de passionnés pour héberger les Nabaztags. Exemple : OpenJabNab (OJN), Nabizdead (NID) et OpenNag (ONG) pour les nabaztag:tag.
- En 2018, le projet tagtagtag lancé par Olivier Mevel rend les Nabaztags autonomes. Financé par une campagne Ulule en 2019, les cartes sont livrées au printemps 2020.

## Utilisations détournées

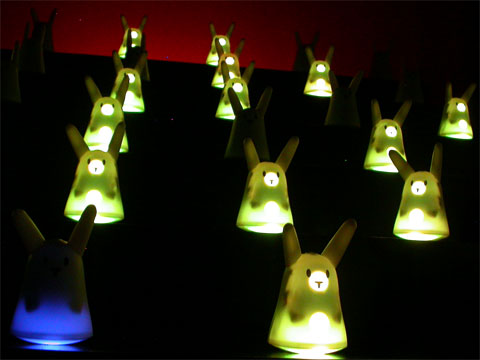
Opéra Nabaz'mob au NextFest 2006 à New York.

Depuis sa création, Antoine Schmitt est le concepteur comportemental du Nabaztag et Jean-Jacques Birgé son concepteur sonore. Ensemble, ils ont composé l'opéra Nabaz'mob pour cent Nabaztag, en détournant l'objet de sa destination première. Sylvain Huet a développé le code, la voix française est celle de Maÿlis Puyfaucher, qui est aussi l'auteur de tous les textes.